# Martynka
Martynka (fr. Martine) – cykl książek dla dzieci, a także imię jego głównej bohaterki. Autorami cyklu byli dwaj Belgowie Gilbert Delahaye (autor tekstu) oraz Marcel Marlier (ilustrator), którzy tworzyli go w języku francuskim. Cykl wydawany był od 1954 roku przez wydawnictwo Casterman.
Seria liczyła 60 książek, które zostały przetłumaczone na wiele różnych języków. Sprzedała się w około 100 milionach egzemplarzy i jest jedną z najlepiej sprzedających się serii książek. Kiedy w 1997 roku zmarł autor Gilbert Delahaye, dzieło kontynuował Jean-Louis Marlier, syn Marcela Marliera. Seria zakończyła się w 2011 roku, kiedy zmarł ilustrator Marcel Marlier. Ostatnia książka, Martine et le prince mystérieux, została wydana w 2010 roku.
W Polsce książce o Martynce były wydawane w tłumaczeniu Wandy Chotomskiej przez wydawnictwo Papilon.
Najlepszym przyjacielem Martynki jest piesek Pufek (fr. Patapouf)

## Tytuły serii
- Martynka na wsi (1954)
- Martynka w podróży (1954)
- Martine à la mer (1955)
- Martine au cirque (1956)
- Martine, vive la rentrée! (1957)
- Martynka w wesołym miasteczku (1958)
- Martynka bawi się w teatr (1959)
- Martine à la montagne (1959)
- Martynka na biwaku (1960)
- Martynka na statku (1961)
- Martynka i cztery pory roku (1962)
- Martine à la maison (1963)
- Martine au zoo (1963)
- Martine fait ses courses (1964)
- Martine en avion (1965)
- Martine monte à cheval (1965)
- Martine au parc (1965)
- Martine petite maman (1968)
- Martine fête son anniversaire (1969)
- Martine embellit son jardin (1970)
- Martine fait de la bicyclette (1971)
- Martine petit rat de l'opéra (1972)
- Martine à la fête des fleurs (1973)
- Martine fait la cuisine (1974)
- Martine apprend à nager (1975)
- Martine est malade (1976)
- Martine chez tante Lucie (1977)
- Martine prend le train (1978)
- Martine fait de la voile (1979)
- Martine et son ami le moineau (1980)
- Martine et l'âne Cadichon (1981)
- Martine fête maman (1982)
- Martine en montgolfière (1983)
- Martine à l'école (1984)
- Martine découvre la musique (1985)
- Martine a perdu son chien (1986)
- Martine dans la forêt (1987)
- Martine et le cadeau d'anniversaire (1988)
- Martine a une étrange voisine (1989)
- Martine, un mercredi pas comme les autres (1990)
- Martine, la nuit de Noël (1991)
- Martine va déménager (1992)
- Martine se déguise (1993)
- Martine et le chaton vagabond (1994)
- Martine, il court, il court le furet (1995)
- Martine, l'accident (1996)
- Martine baby-sitter (1997)
- Martine en classe de découverte (1998)
- Martine, la leçon de dessin (1999)
- Martine au pays des contes (2000)
- Martine et les marmitons (2001)
- La surprise (2002)
- L'arche de Noé (2003)
- Martine princesses et chevaliers (2004)
- Martine, drôles de fantômes ! (2005)
- Martine à l'cinse (Martine à la ferme) (2006)
- Un amour de poney (2006)
- J’adore mon frère (2007)
- Martine et un chien du tonnerre (2008)
- Martine protège la nature (2009)
- Martine et le prince mystérieux (2010)